# Archaeidae
Archaeidae C.L.Koch & Berendt, 1854 è una famiglia di ragni appartenente all'infraordine Araneomorphae.

## Etimologia
Il nome deriva dal greco ἁρχαἶος, archàios, cioè primitivo, originario, antico, ed il suffisso -idae, che designa l'appartenenza ad una famiglia.

## Descrizione
Il loro nome comune di ragni-pellicano è dovuto alla loro anatomia specializzata in modo peculiare per predare: hanno evoluto cheliceri e collo allungati per afferrare velocemente le prede, di solito altri ragni.
Sono una famiglia molto antica di ragni, i cui fossili risalgono a quando il continente Gondwana era ancora unito; il genere fossile Jurarchaea ne è la testimonianza.

## Distribuzione
Di questa famiglia ben 21 specie su 71 sono state rinvenute nel Madagascar, anche se non descritte ancora approfonditamente. Sono diffusi in Africa meridionale, soprattutto in Madagascar e in Australia. 

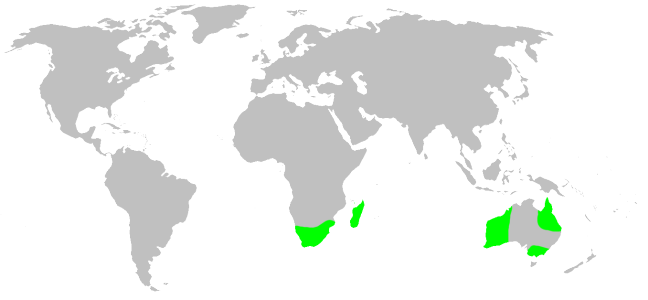
Archaeidae, distribuzione

## Etologia
Il loro cibo preferito è costituito da altri aracnidi, che catturano in modo veramente insolito: avendo il collo molto lungo, la testa è situata a notevole distanza dall'opistosoma e può colpire la preda quasi aggirandola con i cheliceri, anch'essi notevolmente lunghi in relazione al corpo.
Questi ragni assassini divennero noti nel 1840 per alcuni ritrovamenti fossili all'interno di ambra in Europa e non si ebbero notizie di esemplari viventi fino al 1881. La grandezza di norma non supera i 6 millimetri.

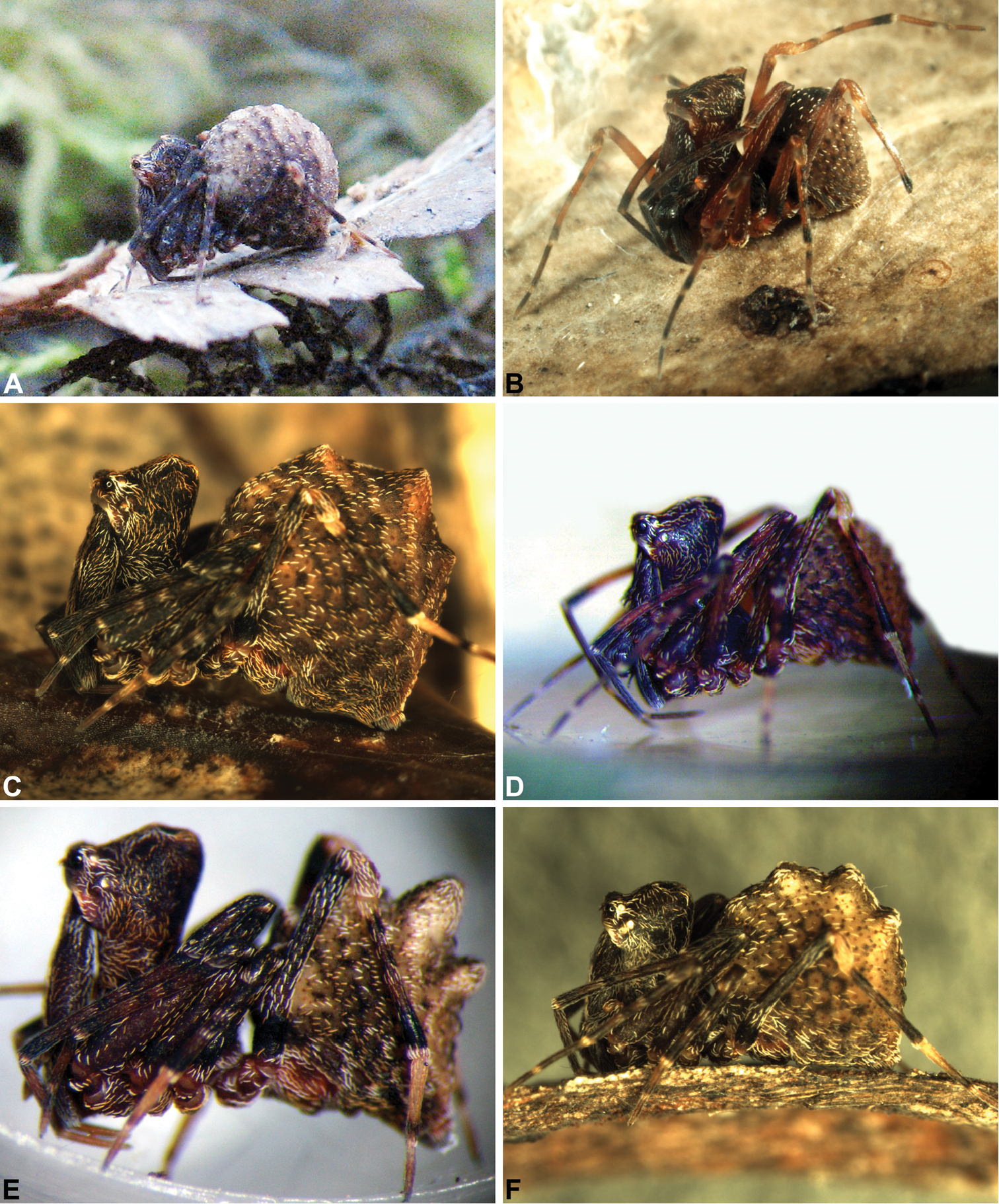
esemplari di Zephyrarachnea:
A (Zephyrarchaea vichickmani, femmina);
B (Zephyrarchaea barrettae, maschio);
C (Zephyrarchaea janineae, femmina);
D (Zephyrarchaea marki, maschio);
E (Zephyrarchaea mainae, femmina);
F (Zephyrarchaea mainae, femmina)

## Tassonomia
Attualmente, a novembre 2020, si compone di 5 generi e 90 specie viventi, e 10 generi fossili:
- Afrarchaea Forster & Platnick, 1984 - Sudafrica, Madagascar
- Austrarchaea Forster & Platnick, 1984 - Queensland, Australia Occidentale, Victoria
- Eriauchenius O. P.-Cambridge, 1881 - Madagascar, Sudafrica
- Madagascarchaea Wood & Scharff, 2018 - Madagascar
- Zephyrarchaea Rix & Harvey, 2012 - Australia occidentale, Australia meridionale, Victoria

### Generi fossili
Sono attribuiti a questa famiglia un congruo numero di generi fossili:
- Baltarchaea Eskov, 1992 - † fossile, Paleogene
- Burmesarchaea Wunderlich, 2008 - † fossile, Cretaceo
- Eoarchaea Forster & Platnick, 1984 - † fossile, Paleogene
- Eomysmauchenius Wunderlich, 2008 - † fossile, Cretaceo
- Filiauchenius Wunderlich, 2008 - † fossile, Cretaceo
- Jurarchaea Eskov, 1987 - † fossile, Giurassico
- Lacunauchenius Wunderlich, 2008 - † fossile, Cretaceo
- Myrmecarchaea Wunderlich, 2004 - † fossile, Paleogene
- Patarchaea Selden, Huang & Ren, 2008 - † fossile, Giurassico
- Saxonarchaea Wunderlich, 2004 - † fossile, Paleogene